# Scarus altipinnis
Scarus altipinnis är en fiskart som först beskrevs av Steindachner, 1879.  Scarus altipinnis ingår i släktet Scarus och familjen Scaridae. IUCN kategoriserar arten globalt som livskraftig. Inga underarter finns listade i Catalogue of Life.